# タイタス郡 (テキサス州)
タイタス郡（英: Titus County）は、アメリカ合衆国テキサス州の北部に位置する郡である。2010年国勢調査での人口は32,334人であり、2000年の28,118人から15.0%増加した。郡庁所在地はマウントプレザント市（人口15,564人）であり、同郡で人口最大の都市でもある。タイタス郡は1846年に設立され、郡名は初期開拓者だったアンドリュー・ジャクソン・タイタスに因んで名付けられた。
タイタス郡のある選挙区からは近くのホプキンス郡サルファースプリングス市出身の共和党員アーウィン・ケインをテキサス州議会下院に送り出している。上院にはやはり共和党員で、2001年から2003年までテキサス州副知事を務めたビル・ラトリフが出ていた。

## 地理
アメリカ合衆国国勢調査局に拠れば、郡域全面積は426平方マイル (1,103 km2)であり、このうち陸地411平方マイル (1,063 km2)、水域は15平方マイル (40 km2)で水域率は3.56%である。

### 主要高規格道路
- 州間高速道路30号線
- アメリカ国道67号線
- アメリカ国道171号線
- テキサス州道49号線

### 隣接する郡
- レッドリバー郡 - 北
- モリス郡 - 東
- キャンプ郡 - 南
- フランクリン郡 - 西

## 人口動態
以下は2000年国勢調査による人口統計データである。
| 基礎データ - 人口: 28,118人 - 世帯数: 9,552 世帯 - 家族数: 7,154 家族 - 人口密度: 26人/km2（68人/mi2） - 住居数: 10,675軒 - 住居密度: 10軒/km2（26軒/mi2） 人種別人口構成 - 白人: 70.15% - アフリカン・アメリカン: 10.70% - ネイティブ・アメリカン: 0.58% - アジア人: 0.43% - 太平洋諸島系: 0.02% - その他の人種: 16.42% - 混血: 1.71% - ヒスパニック・ラテン系: 28.31% 年齢別人口構成 - 18歳未満: 30.3% - 18-24歳: 9.8% - 25-44歳: 28.0% - 45-64歳: 19.5% - 65歳以上: 12.5% - 年齢の中央値: 32歳 - 性比（女性100人あたり男性の人口） - 総人口: 97.8 - 18歳以上: 94.0 | 世帯と家族（対世帯数） - 18歳未満の子供がいる: 39.1% - 結婚・同居している夫婦: 59.0% - 未婚・離婚・死別女性が世帯主: 11.4% - 非家族世帯: 25.1% - 単身世帯: 22.1% - 65歳以上の老人1人暮らし: 11.1% - 平均構成人数 - 世帯: 2.88人 - 家族: 3.36人 収入と家計 - 収入の中央値 - 世帯: 32,452米ドル - 家族: 37,390米ドル - 性別 - 男性: 26,466米ドル - 女性: 18,238米ドル - 人口1人あたり収入: 15,501米ドル - 貧困線以下 - 対人口: 18.5% - 対家族数: 14.9% - 18歳未満: 25.1% - 65歳以上: 14.1% |

## 都市と町
- マウントプレザント - 郡庁所在地
- ミラーズコーブ
- タルコ
- ウィンフィールド

## 教育
郡の教育は下記の教育学区が管轄している。
| - チープヒル独立教育学区 - デインジャーフィールド・ローンスター独立教育学区、大半はモリス郡 - ハーツブラフ独立教育学区 - マウントプレザント独立教育学区 - ピューイット独立教育学区、大半はモリス郡、小部分がカス郡 | - リバークレスト独立教育学区、一部はレッドリバー郡、小部分がフランクリン郡 - ウィンフィールド独立教育学区 |

ノースウェストテキサス・コミュニティカレッジはタイタス郡と、隣接するモリス郡、キャンプ郡を対象にしている。